# 26611 Madzlandon
26611 Madzlandon è un asteroide della fascia principale. Scoperto nel 2000, presenta un'orbita caratterizzata da un semiasse maggiore pari a 2,3738527 au e da un'eccentricità di 0,0438764, inclinata di 7,23647° rispetto all'eclittica.
L'asteroide è dedicato alla studentessa statunitense Madeline Maley Landon.